# Bohutín (district de Šumperk)
Pour les articles homonymes, voir Bohutín.
Bohutín (en allemand : Bohutin) est une commune du district de Šumperk, dans la région d'Olomouc, en République tchèque. Sa population s'élevait à 808 habitants en 2023.

## Géographie
Bohutín est arrosée par la Morava et son affluent la Desná, et se trouve à 6 km au sud-ouest du centre de Šumperk, à 46 km au nord-ouest d'Olomouc et à 179 km à l'est de Prague.
La commune est limitée par Ruda nad Moravou au nord, par Bludov à l'est, par Chromeč au sud, et par Olšany à l'ouest.

## Histoire
La première mention écrite de la localité date de 1351.

## Galerie

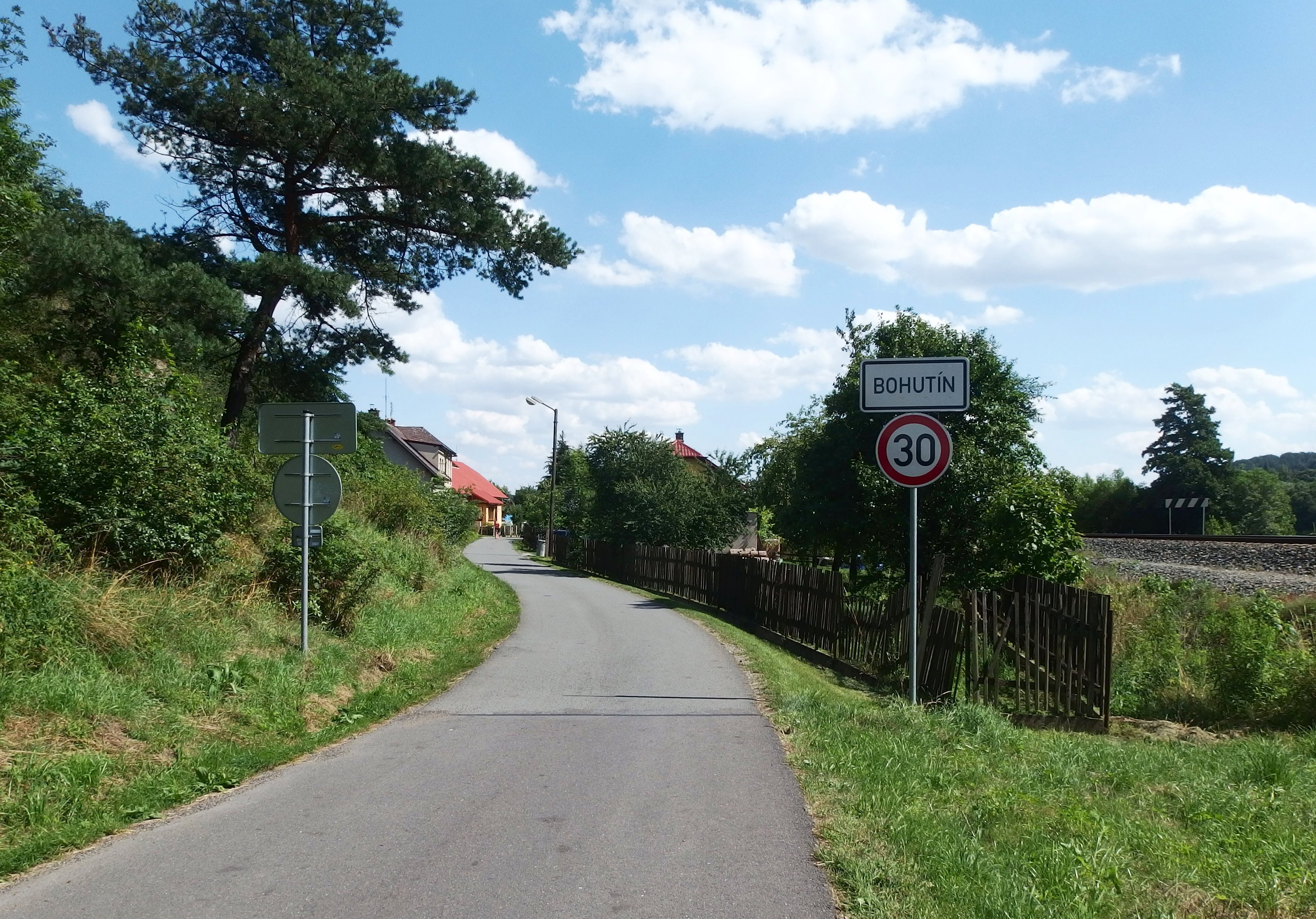
Bohutín : entrée.
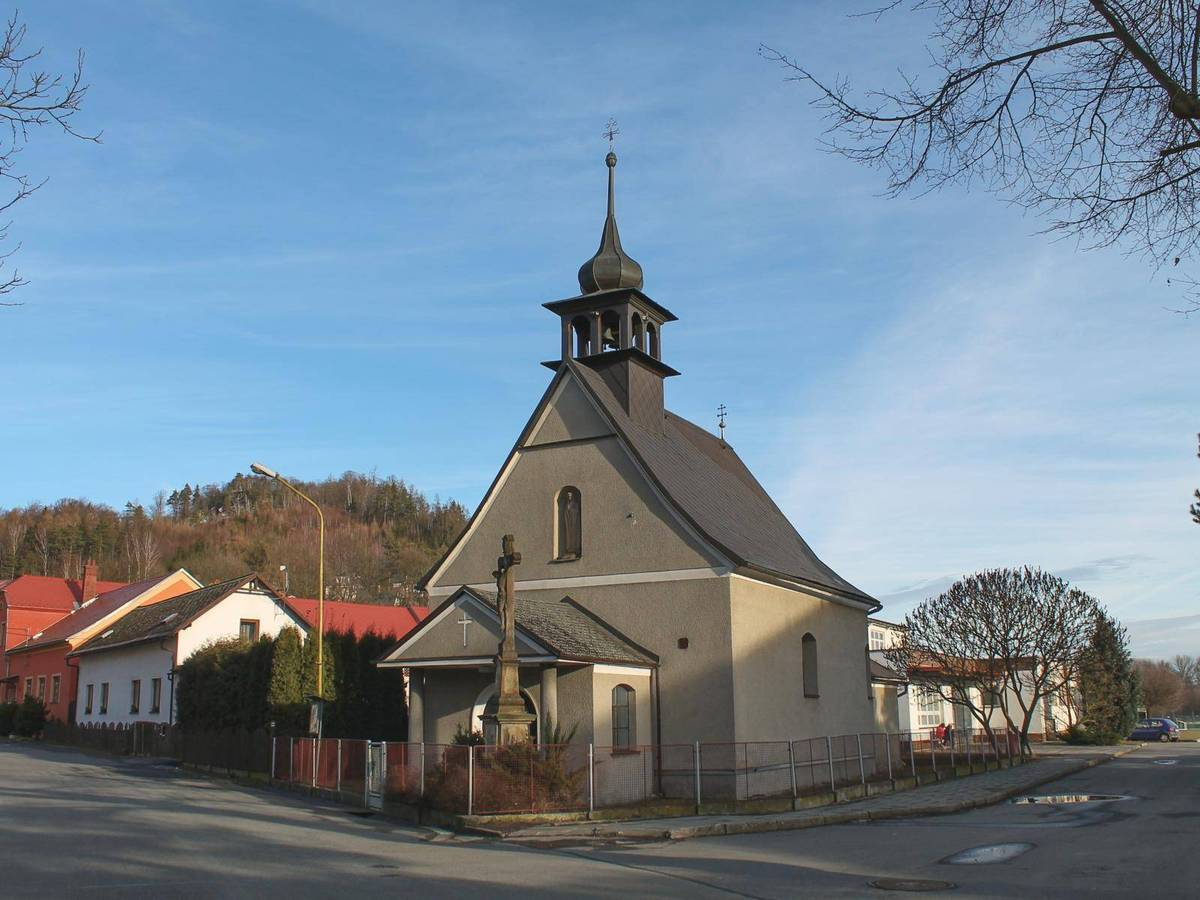
Chapelle de la Vierge Marie.

## Transports
Par la route, Bohutín se trouve à 9,5 km de Šumperk, à 56 km d'Olomouc et à 225 km de Prague.